# Arycanda apicinigra
Arycanda apicinigra là một loài bướm đêm trong họ Geometridae.